# Камень-Кмеци
Камень-Кмеци (пол. Kamień Kmiecy, нім. Bauernstein) — село в Польщі, у гміні Тлухово Ліпновського повіту Куявсько-Поморського воєводства.
Населення — 166 осіб (2011).
У 1975-1998 роках село належало до Влоцлавського воєводства.

## Демографія
Демографічна структура станом на 31 березня 2011 року:
|          | Загалом | Допрацездатний вік | Працездатний вік | Постпрацездатний вік |
| -------- | ------- | ------------------ | ---------------- | -------------------- |
| Чоловіки | 81      | 23                 | 50               | 8                    |
| Жінки    | 85      | 19                 | 47               | 19                   |
| Разом    | 166     | 42                 | 97               | 27                   |